# Preislerovi (skláři)

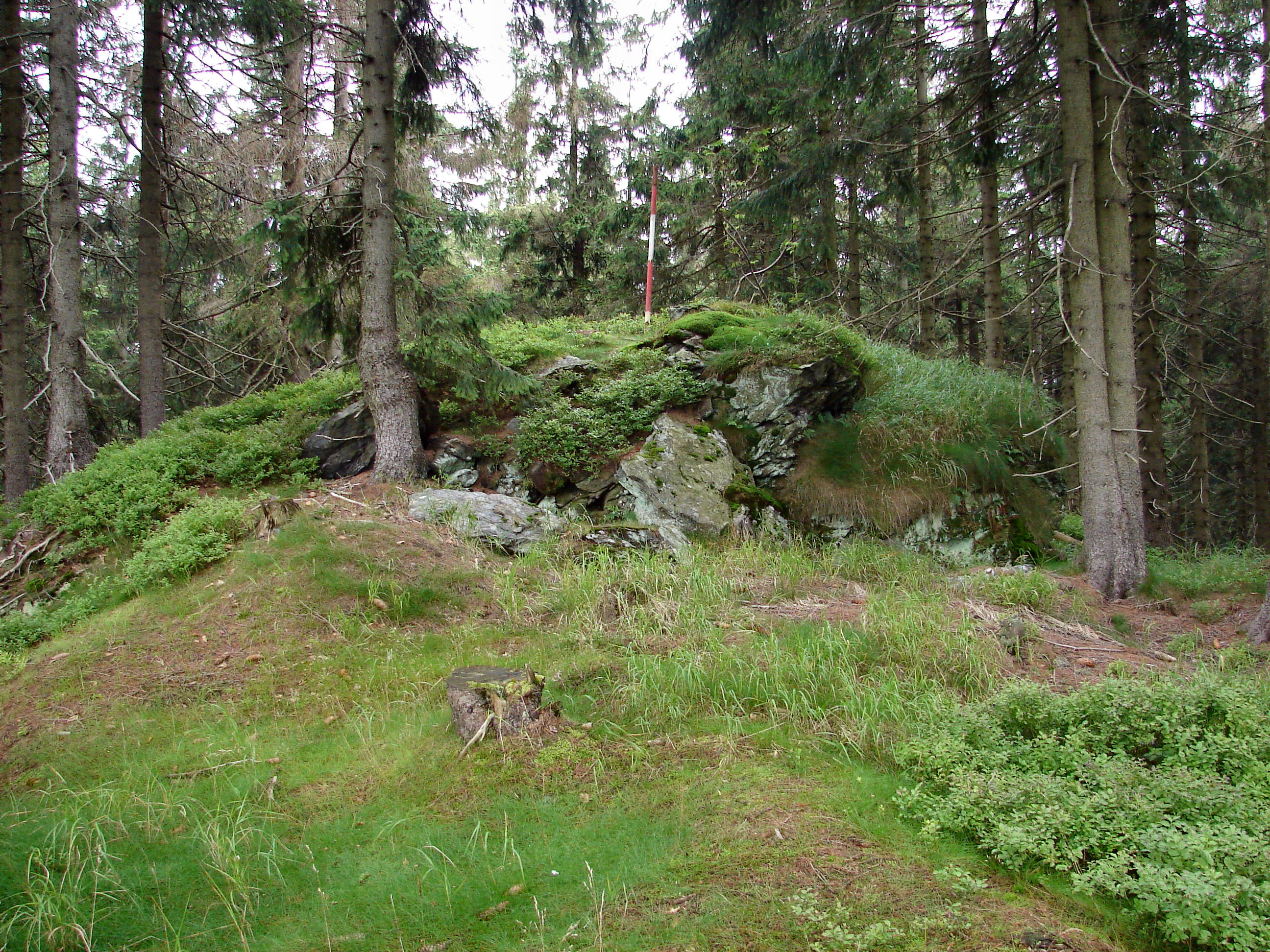
Preislerův kopec - němá památka na zašlou slávu sklářských huťmistrů z rodu Preislerů

Sklářský rod  Preislerů (psáno též Preisslerů, Preysslerů, Preusslerů) patřil spolu s rodem Friedrichů, Schürerů a Wanderů k nejznámějším rodům věnujícím se výrobě skla v Českých zemích v 16.-18. století.

## Původ rodu
Původ rodu zůstává zahalen tajemstvím. Odborníci na historii sklářství v Českých zemích (např. Petr Nový) uvádějí, že rod přišel ze Saska, odborníci v Německu (např. Albrecht Kirsche) uvádějí, že rod přišel z Čech. Rod se objevuje v Čechách poprvé ve sklárně v Chřibské na začátku 16. století a v Sasku ve sklárnách v Heidelbachu a Marienbergu také na začátku 16. století.

## Preislerové v Chřibské
V Chřibské  byl vyroben pohár, který si Preislerové předávali z generace na generaci jako upomínku sklářské minulosti rodu. Měl být vyroben Georgem Preislerem roku 1471. Datace ovšem někdy bývá zpochybňována a uvádí se rok 1571. Tato větev rodu byla známa především jako malíři skla. Potomci Jiřího (George) Preislera odešli v pobělohorské době do Německa a odtud do Dánska a Švédska.

## Preusslerové na saské straně Krušných hor
Na saské straně Krušných hor se Preislerové (zde psáni Preusslerové) objevují jako huťmistři ve sklářských hutích v Marienbergu (Valentin Preussler k roku 1530) a v Heidelbachu (Wolf Preussler v polovině 16. století).
- Preusslerové v Marienbergu se kromě sklářství věnovali též hutnictví a jsou zde doloženi do roku 1612, kdy bratři Hans a Caspar Preusslerové odcházejí do Jablonce nad Nisou.

- Preusslerové v Heidelbachu byli zdejším huťmistrovským rodem až do konce 17. století. Zdejší sklářská huť patřila k nejvyhlášenějším v Sasku a dodávala sklo i na kurfiřtský dvůr v Drážďanech.

## Sklárny patřící huťmistrům Preisslerům

### Vítkovice v Krkonoších
Wolf Preissler vedl do roku 1617 sklářskou huť ve Vítkovicích v Krkonoších. Huť vyráběla nejen okenní terče a užitkové čiré sklo či nádoby z nazelenalého lesního skla, ale i luxusní duté sklo kobaltové a manganové a pracovala do poloviny 17. století. Patřilo k ní rozsáhlé lesní území na Kozelském potoce severně od Vítkovic.

### Szklarska Poręba
Bývalý vítkovický huťmistr Wolf Preissler si v roce 1617 pronajal od majitele panství Kynast, hraběte Jana Oldřicha Schaffgotsche, poblíž Schreiberhau (dnešní Szklarské Poręby) dva lány pozemku a přilehlé lesy, kde vystavěl novou sklárnu.  Huť se brzy stala nejlepší ve Slezsku. Wolfův vnuk Johann Christoph založil v roce 1702 o něco výše, na pravém břehu Bílého potoka  další sklárnu. Obě hutě však zanikly především pro nedostatek dřeva v roce 1752.

### Karlsthal, Hoffnungsthal
V letech 1754 a 1796  Preisslerové na slezské straně Jizerských hor a Krkonoš vystavěli ještě sklárnu Karlsthal a kompoziční huť Hoffnungsthal na výrobu bižuterních polotovarů, které vlastnili až do poloviny 19. století. Tehdy ji poslední potomek slezské větve rodu Christian Benjamin prodal svému zeti Franzi Pohlovi z Nového Světa, který od roku 1842 provozoval nedalekou sklárnu Josephinenhütte.

### Rokytno
Tuto sklárnu získal Wolf Preissler (syn Wolfa Preisslera z Vítkovic) v roce 1625, když se oženil s dcerou huťmistra Paula Ewalda Barborou. Jeho syn Elias i vnuk Johann Karl jsou zmiňováni v schürerovské kronice jako kmotři dětí huťmistrů sklárny v Mšeně. Poslední zmínka o Preisslerech v Rokytnu je z roku 1736. 

### Deštné v Orlických horách
V roce 1654 provozoval huť v Deštném Georg Preissler. V Bedřichovce se roku 1677 narodil Ignác Preissler, proslulý malíř skla a porcelánu, jenž vynikl především technikou zvanou švarclot.

### Rejdice
Johann Preissler koupil mezi lety 1610-1617 od Gerharda Ewalda polovinu hutě v Rejdicích. Pod Preisslerovým vedením huť prosperovala a tak huťmistr již v roce 1623 požádal nového majitele panství, Albrechta z Valdštejna, o další lány lesa. Nejspíš v tomtéž roce zřídil z důvodu velké poptávky bez potřebného vévodského povolení "černou" huť "V bárlochu." Obě rejdické sklárny patřily po dobu Valdštejnovy éry mezi největší dodavatele skla především na jeho velkolepé jičínské novostavby.  Velké změny přinesl  nástup protireformace. Protestant Johann Preissler se tedy rozhodl Rejdice opustit. Sklárnu převzal syn Daniel, jenž přestoupil na katolickou víru. Pod vedením jeho potomka Christiana, jenž v roce pravděpodobně 1680 vybudoval huť v Pustinách a spolu s bratrem Gottfriedem v roce 1701 sklárnu v Kořenově, se již rejdická huť potácela na pokraji zániku. Tíživý byl především nedostatek dřeva a konkurence novosvětské hutě hrabat Harrachů. V roce 1752 huť koupilo panství.

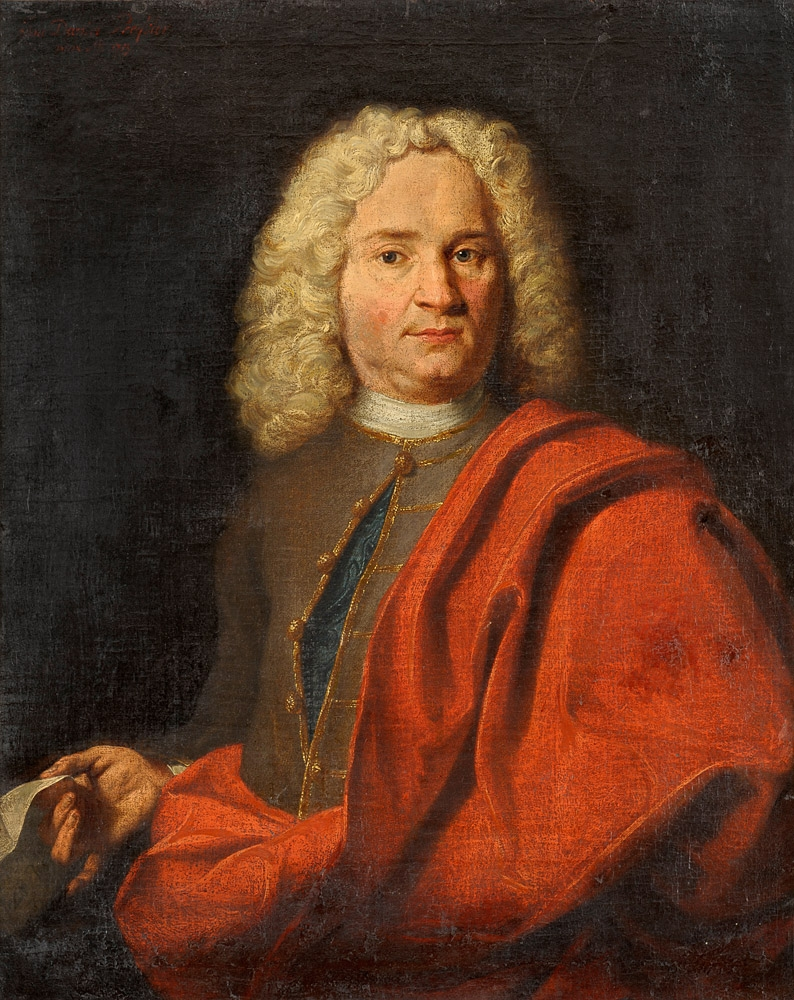
Johann Daniel Preisler (1666-1737), potomek sklářského rodu, byl známým malířem v Německu

### Zejbiš
Zde pracovalo více hutí.
- Takzvaná Preisslerova huť zde pracovala od poloviny 16. století. Vyráběla skleněné perly a růžencové kuličky.[7]
- Andreas Preissler[4] je k roku 1621 zmiňován jako huťmistr v  huti sv. Anny v Zejbiši u Sušice.[4]

### Záboří
V době Třicetileté války zde byla sklářská huť. Roku 1651 se v Záboří uvádí skelmistr Jiří Preisler.

### Pustá Rybná
Od 50. let 17. století pracovala huť v Pusté Rybné pod vedením Jiříka Preislera. Bylo zde vyráběno duté sklo, malované sklo, modré lahve a okenní terče. Huť zanikla před rokem 1714.

### Svratouch
Roku 1651 je ve Svratouchu doložen skelmistr Lorenc Preisler. Jeho potomek stejného jména je na huti doložen jako skelmistr roku 1698.

## Potomci huťmistrovského rodu Preislerů

### Orlické Záhoří
Zdejší Preislerové se proslavili jako malíři skla a porcelánu. Byl to především v Bedřichovce narozený Ignác Preissler (1676-1741), který zde pracoval v huti založené Hansem Fridrichem až do své smrti, a jeho otec Daniel Preissler (1636–1733), činný v Kunštátu u Orlického Záhoří, který zde zavedl podmalbu švarclotem na skle a naučil této technice svého syna.. 

### Sasko
V Sasku působil malíř Johann Daniel Preisler z Norimberku. 
- Další specializací tohoto rodu bylo povolání šelíře (stará se o stav pece a pánví, zakládá sklářský kmen na utavení). Například roku 1633 se uvádí šelíř Martin Preisler na Vříšti, roku 1686 zemřel šelíř Jan Preisler v Křižánkách.
- Preisslerové z Polevska u Nového Boru se sklem kolem poloviny 18. století úspěšně obchodovali. Jimi vedené firmy měly prodejní sklady především ve Španělsku.
- Preislerové žijící v Křižánkách  zabývali zpracováním železa, na přelomu 19. a 20. století věnovali zvláště pilníkářství. Mezi nejznámější patřil Josef Preisler a jeho synové František a Antonín.[9]